# Our Miss Fred

Our Miss Fred (inédit en France) est une comédie britannique de Bob Kellett, sortie en 1972, avec Danny La Rue, acteur spécialisé dans le travestissement féminin.

## Synopsis
Fred Wimbush, comédien anglais incorporé sous les drapeaux, est envoyé en France à la veille de l'occupation allemande. Malencontreusement travesti en femme au moment de l'invasion, il lui faut continuer à jouer son rôle s'il ne veut pas être fusillé pour espionnage. Après maintes péripéties où il devra user de son charme féminin, il parviendra à tromper l'occupant nazi et à servir son pays...

## Analyse
Sur un thème rappelant fortement Certains l'aiment chaud (1959) de Billy Wilder, Our miss Fred s'inscrit dans le contexte d'une France occupée. Prétexte à une série de situations truculentes, la mascarade occasionne un jeu audacieux sur l'ambiguïté sexuelle qui évite pourtant soigneusement toute vulgarité.
Si, comme on peut s'y attendre, les personnages allemands ne sont pas montrés sous un jour très favorable, les protagonistes français ne sont guère plus flattés : bornés et vulgaires, ils apparaissent volontiers sous la caricature traditionnelle du paysan arriéré. Rien d'étonnant, par conséquent, à ce que les distributeurs français répugnent à exploiter cette comédie sur leur territoire, lorsqu'elle sort, en 1972, dans son pays d'origine.

## Autour du film
- Sorti en VHS aux États-Unis et au Canada sous les titres respectifs : Operation: Fred et Beyond the Call of Duty.

- Pour sa version britannique, la chanson Hitler has only got one ball (Hitler n'a qu'un seul testicule) a dû être supprimée du montage afin que le film soit estampillé A (tout public).

- Acteur d'origine française, travaillant essentiellement en Grande-Bretagne, André Maranne se fera remarquer pour sa participation régulière, aux côtés de Peter Sellers, dans la série de films La Panthère rose, initiée par Blake Edwards.